# Pala di Sansepolcro
La Pala di Sansepolcro è un dipinto a olio su tavola (332,5x266 cm) di Pietro Perugino, databile al 1510 circa e conservata nel Duomo di Sansepolcro. 

## Descrizione e stile
L'opera riprese fedelmente lo schema dello scomparto centrale del Polittico di San Pietro, cioè l'Ascensione di Lione, con poche variazioni e con un notevole intervento della bottega. In particolare, viste le dimensioni maggiori, vennero amplificati alcuni elementi decorativi, come i nastri svolazzanti tenuti dagli angeli, o la resa morbida e sfumata degli incarnati. 
Lo schema della composizione è impostato su due registri paralleli quasi non comunicanti, con Cristo che ascende in una mandorla tra angeli (volanti, musicanti, cherubini e serafini) nella parte superiore, e un gruppo inferiore della Madonna tra gli Apostoli immersi nel paesaggio umbro, punteggiato da esili alberelli. 
Perugino ricorse con sicurezza a uno schema misurato e piacevole, impostato sulle simmetrie e sulla pacatezza dei sentimenti, con colori brillanti ma sfumati con dolcezza e con un'attenzione ai particolari decorativi.